# Piramidă hexagonală
În geometrie o piramidă hexagonală este o  piramidă cu o bază hexagonală la care sunt atașate șase fețe în formă de triunghiuri isoscele, care se întâlnesc într-un vârf (apexul). Având 7 fețe, este un heptaedru. Ca orice piramidă, este autoduală.
O piramidă hexagonală regulată dreaptă este una care are ca bază un hexagon regulat, iar apexul este exact deasupra centrului bazei. Apexul, centrul bazei și oricare alt vârf formează un triunghi dreptunghic. O astfel de piramidă are simetria C6v.

## Formule pentru piramida regulată dreaptă
Ca la toate piramidele, aria totală A este aria bazei (Ab) plus aria laterală, iar volumul V este o treime din produsul dintre aria bazei și înălțimea (distanța dintre bază și apex) h.
Pentru o piramidă cu baza hexagonală regulată cu latura a aria A are formula:
{\displaystyle A=A_{b}+A_{lat}={\frac {3{\sqrt {3}}}{2}}\,a^{2}+3a{\sqrt {{\frac {3}{4}}a^{2}+h^{2}}}}
Pentru a = 1 și h = 1 aria este ≈ 6,5667032.
Formula volumului V este:
{\displaystyle V={\frac {A_{b}h}{3}}={\frac {\sqrt {3}}{2}}\,a^{2}h}
Pentru a = 1 și h = 1 volumul este ≈ 0,8660254.

## Poliedre înrudite
| Piramide regulate | Piramide regulate | Piramide regulate | Piramide regulate | Piramide regulate | Piramide regulate | Piramide regulate | Piramide regulate | Piramide regulate |
| Digonală          | Triunghiulară     | Pătrată           | Pentagonală       | Hexagonală        | Heptagonală       | Octogonală        | Eneagonală        | Decagonală...     |
| Improprie         | Regulată          | Echilaterale      | Echilaterale      | Isoscele          | Isoscele          | Isoscele          | Isoscele          | Isoscele          |
| ----------------- | ----------------- | ----------------- | ----------------- | ----------------- | ----------------- | ----------------- | ----------------- | ----------------- |
|                   |                   |                   |                   |                   |                   |                   |                   |                   |
|                   |                   |                   |                   |                   |                   |                   |                   |                   |